# Parque Tanguá
O Parque Tanguá é um dos principais parques da cidade de Curitiba, capital do estado brasileiro do Paraná. Com 235 000 m2, localiza-se na região norte da cidade, nos bairros Pilarzinho e Taboão. Foi inaugurado em 23 de novembro de 1996 pelo então prefeito Rafael Greca de Macedo, e construído onde existiam duas pedreiras, desativadas nos anos 70.
Ocupa uma área de 235 mil m², e garante a preservação da bacia norte do Rio Barigui, bem próximo à sua nascente, no município de Almirante Tamandaré. Possui dois lagos e um túnel artificial. É dotado ainda de ancoradouro, ciclovia, pista de corrida, lanchonete e dois estacionamentos para carros (na área inferior e superior).
Na área superior localiza-se o Jardim Poty Lazzarotto, inaugurado em 6 de junho de 1998 pelo então prefeito Cassio Taniguchi. O nome é uma homenagem ao artista local Poty Lazzarotto. Anexo, existe um mirante a 65m do lago da área inferior.
A fauna é composta de patos, morcegos, gambás, tatus, marrecas, além de outros pássaros, cobra-d’água, e outros animais, já a flora do parque é composta de branquilhos, veludos, maria-mole, tarumã, aroeira, congonha, bromélias, araucárias, canela, pessegueiro-bravo, carvalhos, cafezeiro-bravo, erva-mate, entre outras espécies. O Parque Tanguá está aberto todos os dias das 6:00 a.m. às 8:00 p.m.